# 玉城邦男
玉城 邦男（たまき くにお、1944年7月2日 - ）は、日本の実業家。四国化成工業代表取締役社長兼CEO。

## 経歴
長崎県長崎市出身。長崎県立長崎東高等学校を経て、1969年東京大学法学部卒業後、三井物産に入社。大阪に配属され、四国化成工業を担当。三井物産では関西支社無機化学品部長まで務め、1999年に四国化成工業入社、顧問に就任した。同社では化学品を担当し、2001年取締役常務執行役員、2004年取締役専務執行役員。2005年から2009年まで常勤監査役を務め、同社退職。2016年4月に同社顧問として復帰し、同年6月24日代表取締役社長兼CEOに就任した。

## 略歴
- 1969年3月 - 東京大学法学部卒業
- 1969年7月 - 三井物産入社
- 1997年1月 - 同社関西支社無機化学品部長
- 1999年10月 - 四国化成工業入社、同社顧問
- 2000年6月 - 同社常務執行役員化学品担当
- 2001年6月 - 同社取締役常務執行役員化学品担当
- 2004年6月 - 同社取締役専務執行役員化学品担当兼幕張支社長
- 2005年6月 - 同社常勤監査役（～2009年6月）
- 2016年4月 - 同社顧問
- 2016年6月 - 同社代表取締役社長兼CEO